# Carrosserie Hess

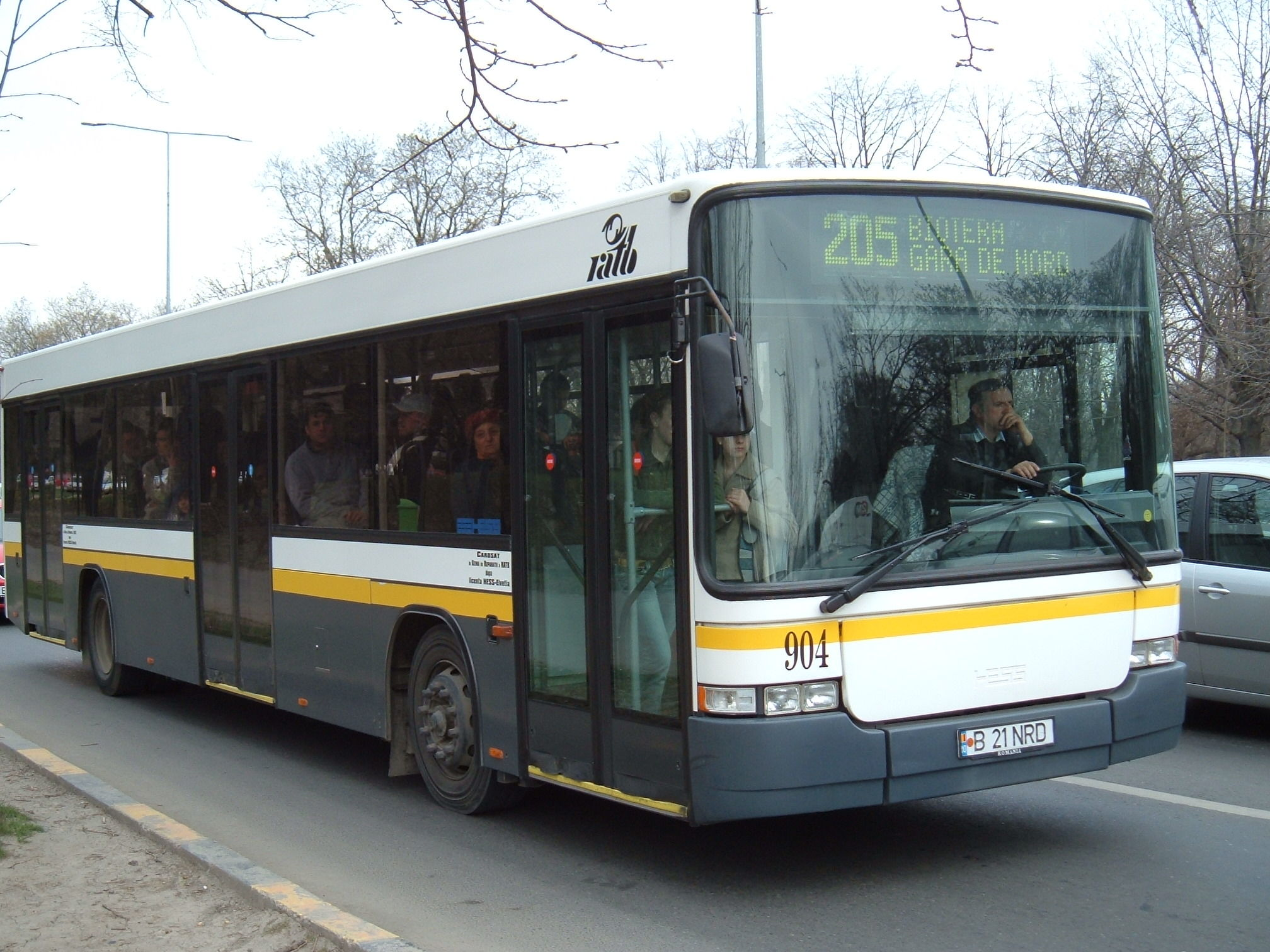
Автобус «Hess» на маршруте в Бухаресте

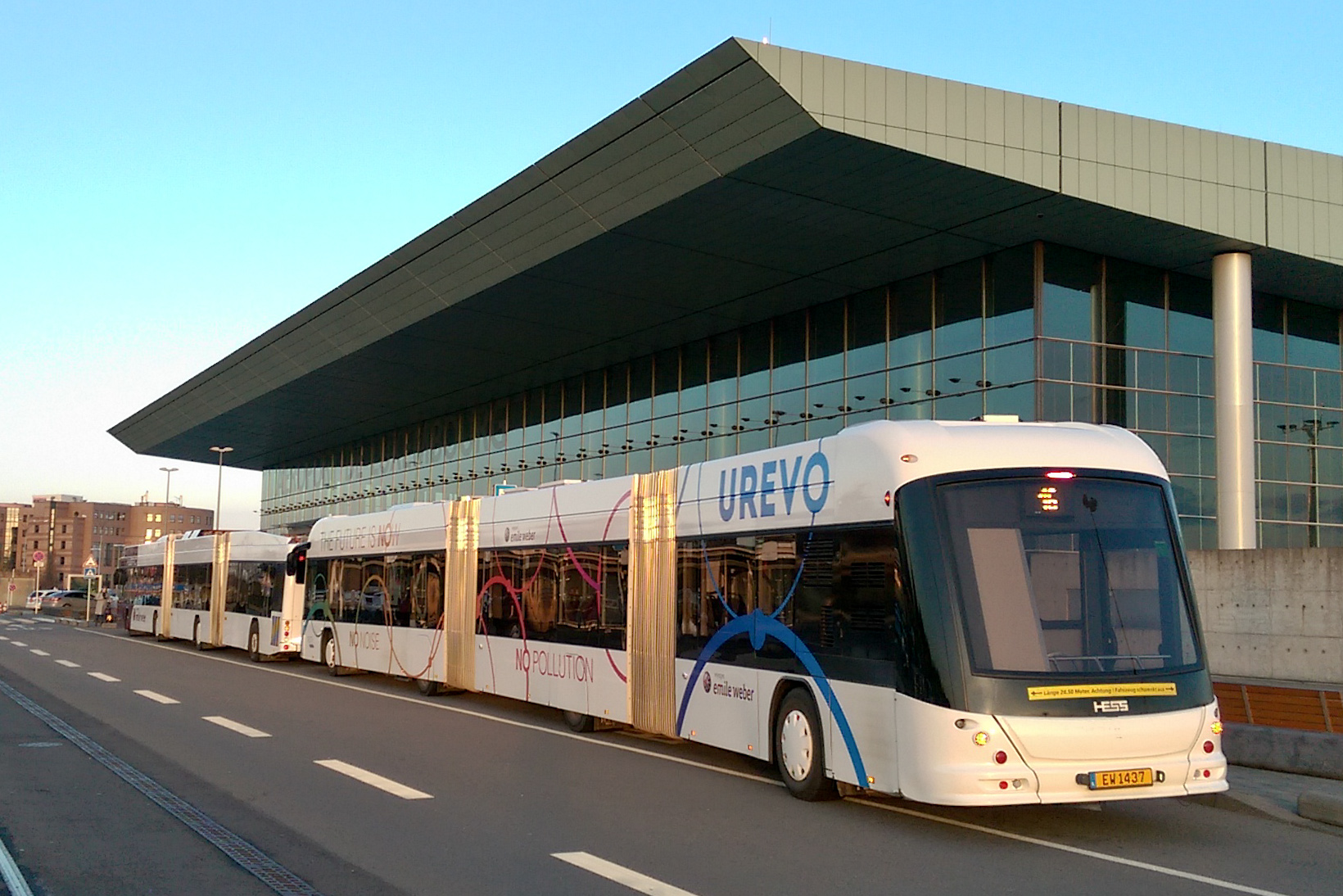
Два трёхсекционных сочленённых автобуса «Hess LighTram Hybrid» в Люксембурге.

Carrosserie Hess AG — фирма из Швейцарии, выпускающая троллейбусы, автобусы и автобусные прицепы. Производство размещено недалеко от Золотурна в Швейцарии. Компания основана в 1882 году, но производить автобусы начала в 1916 году.

## Продукция

### Автобусы
Продукция фирмы — дизельные одиночные и сочленённые городские модели . Автобусы для аэропортов COBUS. Электрические и гибридные автобусы.   SwissAlpin®.  Автобусы (собственные кузова) строятся на шасси  сторонних производителей: Вольво и Скания. Длина самой малой модели  - 9.7 метров (SwissAlpin®), самой большой — 18,8 метров (сочленённый).
- N UB 2-2: низкопольный двухдверный автобус. Выпускается в трёх вариантах:
  - 10-метровый (на 82 пассажира),
  - длиной 11,3 метра (на 86 пассажира)
  - 12-метровый (на 95 пассажира)
- N UB 2-2-1: аналогичен N UB 2-2, но оснащён дополнительной дверью.
- N UA 2-2-2-2: низкопольный четырёхдверный автобус, длиной 18 метров, рассчитанный на 150 пассажиров.

### Троллейбусы
- Eurotrolley 3 — 12-метровый троллейбус на 80 пассажиров.
- Swisstrolley 3 — 18-метровый троллейбус на 140 пассажиров.
- lighTram 3 — троллейбус, длиной 24,7 метра, на 192 пассажиров.
- trolleyzug — троллейбус и трейлер, длиной 23,3 метра, на 180 пассажиров.

### Автобусные прицепы
Hess предлагает широкую гамму автобусных прицепов, различной длины и количеством мест. 
Основная модель BusTrain - автопоезд (моторный автобус+прицеп) длиной 23,2 метра, с 79 сидячими местами, и 103 стоячими местами. Радиус поворота этого автопоезда за счёт сочленённого прицепа, несмотря на его длину, даже меньше, чем у обычного сочленённого автобуса.

### Мини автобусы
Hess также производит мини-автобусы, приспособленные для перевозки школьников и инвалидов.

## Интересные факты
- Автобус Hess CO-BOLT 2 на шасси Scania, единственный пригнанный в Россию, работает в городе Муром Владимирской области на маршрутах 1, 1Б, 6, 6А, 12 и 113.
- В Беларуси на территории индустриального парка Великий Камень в октябре 2019 года была зарегистрирована дочерняя компания ООО «Хесс Грейт Стоун», где производилась модульная сборка кузовов троллейбусов и электробусов с батареями на крыше. В декабре 2024 года была запущена процедура ликвидации производства.